# This Is England '90
This Is England '90 est une mini-série dramatique britannique en quatre parties écrite par Shane Meadows et Jack Thorne, diffusée du 13 septembre au 4 octobre 2015 sur Channel 4. En France, elle est diffusée sur Arte en novembre 2023.
C'est un spin-off du film This Is England (2006) et également une suite aux séries This Is England '86 et This Is England '88.

## Synopsis
This Is England '90 se focalise sur les premières rave party, ainsi que l'introduction de drogues dures dans certains groupes sociaux.

## Distribution
- Thomas Turgoose : Shaun Fields
- Vicky McClure : Frances Lorraine « Lol » Jenkins
- Joe Gilgun : Richard « Woody » Woodford
- Stephen Graham : Andrew « Combo » Gascoigne
- Andrew Shim (en) : Michael « Milky »
- Chanel Cresswell (en) : Kelly Jenkins
- Danielle Watson : Trev
- Lyra Mae Thomas : Lisa
- Andrew Ellis : Gary « Gadget » Flowers
- Michael Socha : Harvey
- Rosamund Hanson (en) : Michelle « Smell »
- Haris Salihovic : Harrison
- Jo Hartley (en) : Cynthia Field
- Kriss Dosanjh : Mr Sandhu
- Katherine Dow Blyton : Christine « Chrissy » Jenkins
- Steve Brody : Richard Woodford, Sr.
- Rebecca Manley : Barbara Woodford
- Stacey Sampson : Jennifer
- Joe Dempsie : Higgy

## Production
This Is England '90 aurait dû être diffusée à la fin de l'année 2012, mais, en juillet 2012, le réalisateur Shane Meadows a annoncé que la production était retardée afin de lui permettre de terminer son documentaire sur le groupe rock The Stone Roses. En mars 2014, Meadows a confirmé que les prises de vue commenceront plus tard dans l'année bien que le script n'est pas encore terminé. Il a aussi annoncé que, probablement, ce sera la dernière série de la saga.
Après une longue absence, la diffusion de la série a débuté le 13 septembre 2015 au Royaume-Uni. Elle est composée de quatre épisodes de 60 minutes.

## Épisodes
Chaque épisode couvre une saison, soit dans l'ordre : Printemps, Été, Automne et Hiver.